# Vietteiola viettei
Vietteiola viettei är en fjärilsart som beskrevs av Erich Martin Hering 1957. Vietteiola viettei ingår i släktet Vietteiola och familjen snigelspinnare. Inga underarter finns listade i Catalogue of Life.